# Mirakelmanden
Mirakelmanden er en amerikansk stumfilm fra 1919 af George Loane Tucker.

## Medvirkende
- Thomas Meighan som Tom Burke
- Betty Compson som Rose
- Lon Chaney
- J.M. Dumont
- Lawson Butt som Richard King